# ديك فورسمان
ديك فورسمان (بالفنلندية: Dick Forsman)‏ هو عالم طيور فنلندي، ولد في 1953.